# Rubus conchyliatus
Rubus conchyliatus es una especie de planta del género Rubus, perteneciente a la familia Rosaceae.

## Taxonomía
Rubus conchyliatus fue descrita por Wilhelm Olbers Focke en 1913.

## Distribución
Se encuentra en el territorio de Bolivia.